# Roger Verdegen
Roger Verdegen, né le 3 mai 1935 à Nice et mort le 5 décembre 2024 à Marseille, est considéré comme « le guide historique du canyon du Verdon », spécialiste de la rivière Verdon. Il a écrit plusieurs guides de référence sur le sujet. 

## Carrière et publications

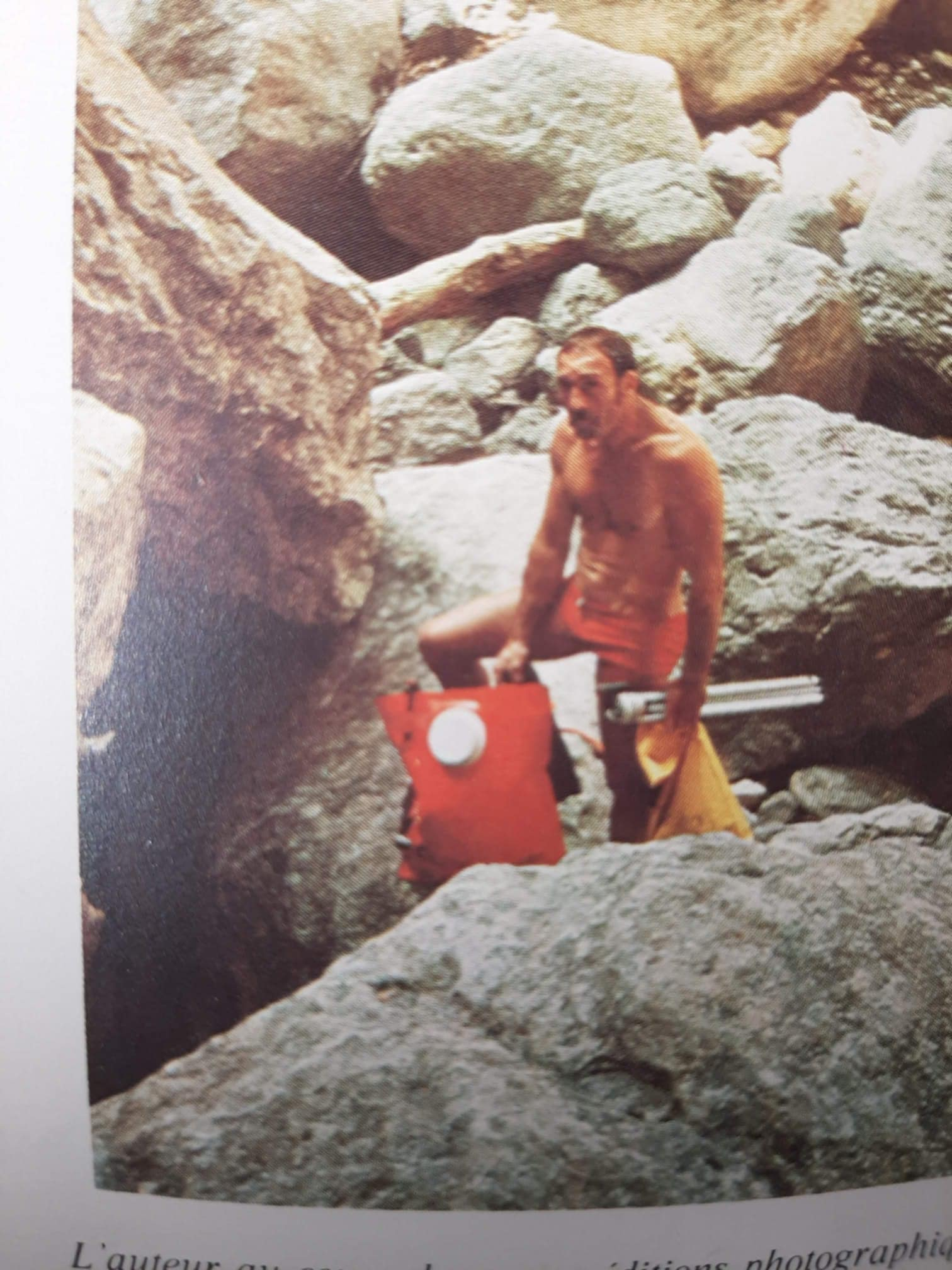

Roger Verdegen né en 1935 et est coupé de sa famille, portant le nom de sa mère, il est mis en nourrice dans l'arrière-pays niçois. Il apprend le métier de chevrier à Villard-la-Croix. Il passe les années de guerre en Auvergne où il se fait messager pour la Résistance. Au sortir de la guerre, il est en orphelinat dans la région de Toulouse. Malade, mis en pension, il est délaissé et maltraité. Régulièrement privé d'école, il s'efforce de rattraper son retard et s'engage dans l'armée. Il exerce divers métiers tant en France qu'à l'étranger.
Il s'installe dans la région de Grenoble où il devient professeur de gymnastique et de plein air, spéléologue. Il est victime d’un grave accident, échappant de peu à la noyade. Il faudra vingt-cinq minutes de massage cardiaque pour le ramener à la vie. Il découvre le Grand canyon du Verdon en 1968. Etabli à La Palud-sur-Verdon, il le parcourt des années durant à bord d’une petit canot fait de boudins en caoutchouc et le photographie en toutes saisons. Il se fait guide et entraîne, comme l’avait fait Isidore Blanc un demi-siècle plus tôt, des générations d’aventuriers amateurs dans l’exploration aquatique, en révélant ainsi toute la beauté sauvage.
On lui doit une demi-douzaine de livres. Son Guide des gorges du Verdon paru en 1974 et son Guide intégral des routes et sentiers en 1984 continuent de constituer des références indispensables. Mais le livre de sa vie est Extraordinaire Canyon et Merveilleux Verdon, paru en 1981, un livre richement illustré et fruit de dix années de connaissance intime, d'exploration et de sauvetages très risqués souvent, justement récompensé du prix européen pour la protection de la nature et du prix Biguet de l’Académie française.
Le tempérament unique de Roger Verdegen , sans compromis, le pousse à livrer de rugueux combats pour la défense du Grand canyon, contre les projets d’aménagements hydroélectriques, les lignes haute tension ou contre les dérives d’un certain tourisme, n’hésitant pas à faire une grève de la faim ou à s’enchaîner avec quelques autres comme Patrick Edlinger pour empêcher les travaux engagés sur le sentier Blanc-Martel en 1992.
Roger Verdegen décède le  le 5 décembre 2024 à Marseille.